# Кабанов, Николай Александрович
Никола́й Алекса́ндрович Кабано́в (30 января [11 февраля] 1864, Карачев, Орловская губерния — 20 ноября 1942, Казань) — российский и советский врач-терапевт, учёный и педагог, эсперантист.

## Биография
Николай Кабанов родился в семье сельского учителя 30 января (11 февраля) 1864 года. Окончил с отличием физико-математический (1886) и медицинский (1893) факультеты Императорского Московского университета. Один из ближайших учеников профессора А. А. Остроумова.
Работал в должности приват-доцента в Госпитальной терапевтической клинике Московского университета вплоть до 1911 года, когда вместе со рядом других профессоров и преподавателей ушёл в отставку в знак протеста против реакционной политики министра просвещения Кассо. Впоследствии лектор московских Высших Педагогических курсов им. Тихомирова (1911—1918). 25 июня 1917 года по списку партии социалистов-революционеров был избран гласным Московской городской думы.
В 1918—1922 годах профессор терапевтической клиники и декан факультета Екатеринославского университета, а также ректор Высшего Екатеринославского Педагогического Института.
Вернулся в Москву и с 1922 по 1930 год руководил факультетской терапевтической клиникой 2-го Московского государственного университета. Тогда же организовал мастерские по изготовлению наглядных пособий, которые сам возглавил.
Умер в 1942 году в эвакуации в Казани, где и похоронен.

## Научная работа
Основой научного мировоззрения Кабанова был взгляд на организм как на единое целое, то есть заболевание того или иного органа является лишь местным проявлением заболевания всего организма. Им была разработана неоднократно переиздававшаяся методика клинического исследования больного, включавшая обстоятельный расспрос пациента с учётом наследственности и условий жизни, а также исследования функциональных особенностей органов и их взаимосвязей. Автор 150 научных трудов и книг по медицине.

## Общественная деятельность, эсперанто
В 1894 году организовал на общественных началах и возглавил издание научно-популярных брошюр для широких слоев населения о правах граждан, народовластии, государственном устройстве, земельном законодательстве, национальном вопросе, самоопределении народов и пр. Был одним из пионеров языка эсперанто в России. Перевел и издал ряд книг на этом языке, а также два русско-эсперантских словаря. Вёл переписку с Роменом Ролланом и другими видными деятелями культуры и искусства.

## Семья
Был женат на Марии Дмитриевне Положенцевой. Основал династию ученых и врачей. Отец видных ученых А. Н. Кабанова, Б. Н. Кабанова и Е. Н. Кабановой-Меллер, дед В. А. Кабанова, прадед А. В. Кабанова. Дочь Ольга Кабанова, в 16 лет переодевшись мужчиной, добровольно ушла на фронт, воевала, ранена, награждена Георгиевским крестом, участвовала в Белом движении на Юге России, эмигрировала в США.

### Основные научные труды
1. О циррозе печени (Из клиники проф. А. А. Остроумова), Москва, 1894
2. Методика клинического исследования, Москва, 1896 (переизд. 1919, 1923)
3. Очерки по физиологии здорового и больного человеческого организма, Т. 1, Москва, 1910 и Т. 2 Москва, 1912
4. Учебник-атлас анатомии, Москва, 1916
5. Механика душевной жизни (Введение в физиологическую психологию), Москва, 1927
6. Анатомия человека, Москва, 1938

### Другие сочинения
1. Земельное законодательство в Новой Зеландии, Ростов-на-Дону
2. Государственное устройство в западно-европейских странах, Ростов-на-Дону, 1906
3. Права гражданина и человека, Посредник
4. Краткий русско-эсперантский словарь, Ростов-на-Дону, 1906
5. Областное народоправие, Москва, 1917
6. Что такое "буржуй", Москва, 1917.

### Переводы на эсперанто
- Rusaj Rakontoj, Fabeloj al Helenjo de Dmitri Mamin-Sibirjak, Berlin, Esperanto Verlag Moller and Borel («Алёнушкины сказки»)
- Generalo Urso. Nekrasov, Bohema Revuo Esperantista, 1911 («Генерал Топтыгин»)
- Nimfoj. Ivan Turgenev, Lingvo Internacia, 1911, p. 63
- Ostrovski kaj lia dramo «Fulmotondro». Fragmentoj el la dramo «Fulmotondro». Aleksandr N. Ostrovskij, La Revuo, 1911, n-ro 63, p. 122—131 («Гроза»)
- Roko. Verso de Mihxail Lermontov, «Danubo» no. 5, 1911 («Утёс»)
- Kaŭkaza Militkaptito. Rakonto de Lev Tolstoj, Posrednik, Moskvo, 1912 («Кавказский пленник»)
- Du Maljunuloj. Rakonto de Lev Tolstoj, Posrednik, Moskvo, 1912 («Два старика»)
- Sieĝo de Sebastopolo. Rakonto de Lev Tolstoj, Posrednik, Moskvo, 1912 (Осада Севастополя)
- Dio vidas veron, sed ne baldaux diros. Rakonto de Lev Tolstoj, Posrednik, Moskvo, 1912 («Бог правду видит, да не скоро скажет»)
- Per kio homoj estas vivaj. Rakonto de Lev Tolstoj, Posrednik, Moskvo, 1912 («Чем люди живы»)
- Kie estas amo, tie estas Dio. Rakonto de Lev Tolstoj, Posrednik, Moskvo, 1912 («Где любовь, там Бог»)
- Tutmonda Biblioteko je la memoro de Lev Tolstoj, trad. Kabanov kaj Ŝarapova. 1912, 9 kajeroj entute 280 p. (всемирная библиотека в память Л.Толстого, 9 выпусков)
- Demono. Verso de Mihxail Lermontov, «Universo» II, 1912 («Демон»)
- Kortisto. Rakonto de S. Semjonov, Posrednik, Moskvo, 1916 («Дворник»)